# Salva Ruiz
Salvador Ruiz Rodríguez, né le 17 mai 1995 à Albal (Espagne), est un footballeur espagnol qui évolue au poste d'arrière gauche au Deportivo La Corogne.

## Palmarès

### En club
RCD Majorque
- Champion d'Espagne de Segunda División B (D3) en 2018.

### En équipe nationale
Équipe d'Espagne des moins de 19 ans
- Vainqueur du Championnat d'Europe des moins de 19 ans en 2012